# Stonewall (Manitoba)
Stonewall es un pueblo canadiense situado en la provincia de Manitoba.

## Superficie
Stonewall tiene una superficie de 5,96 km².

## Demografía
En 2021, tenía 5046 habitantes, una densidad poblacional de 846,4 hab./km², y 2127 viviendas.